# Kinésique
 (août 2012).
Si vous disposez d'ouvrages ou d'articles de référence ou si vous connaissez des sites web de qualité traitant du thème abordé ici, merci de compléter l'article en donnant les références utiles à sa vérifiabilité et en les liant à la section « Notes et références ».
La kinésique vient du grec « kinésis » qui signifie mouvement. Ce terme représente la science des gestes quotidiens et se concentre sur l'étude des gestes des mains, des pieds et de la tête. Les expressions du visage, les poses, les mouvements et les manières du corps relèvent aussi de la kinésique. Souvent les gestes de la main sont synchrones et co-expressifs avec la parole, le regard et les expressions. 

## Historique
Ray Birdwhistell a tenté de construire scientifiquement l’analyse kinésique, celle du langage corporel, en proposant des « kinèmes » sur le modèle des « phonèmes » pour la parole. Il a formalisé 53 "kinèmes", 33 pour la tête et 20 pour le reste du corps. Il a utilisé longuement le support filmique pour observer l’interaction des participants à la communication : mouvements corporels, gestes, postures, mimiques.
De son avis même, la tentative n’a pas été couverte de succès, pour des raisons à la fois de complexité (le décryptage de 6 secondes de films lui prit plusieurs centaines de pages) et de réductionnisme fondamental. 
Reprenant la méthode initiée par Birdwhistell, l’anthropologue Gregory Bateson décrypta un film retraçant l’interaction entre une mère balinaise et son enfant. Sur une courte séquence, il remarqua plusieurs occurrences de la même interaction : la mère attire l’enfant par la parole, et le repousse par le geste. Il parlera de schismogenèse puis de double contrainte (double bind) pour désigner ce type de communication paradoxale.
En 1967, Albert Mehrabian montre que la communication ne passe pas seulement par la parole mais aussi par le langage corporel (gestes, mimiques) et l'intonation et il établit la règle des "7 % - 38 % - 55 %". 
En 1969, Paul Ekman, psychologue américain et Wallace Friesen ont distingué cinq catégories de geste accompagnant la communication verbale: les illustrateurs, les régulateurs, les adaptateurs, les signaux et les emblèmes.
Lucide sur le risque de réduire la communication à un processus mécanique (on parle du risque de réductionnisme), Birdwhistell se moquait volontiers de la communication non verbale : « Je ne fais pas simplement de l’esprit quand je dis que parler de communication non verbale est comme parler de physiologie non cardiaque, quand je dis que la physiologie, non l’anatomie, est le modèle essentiel. Le foie n’est un foie que sur la table de dissection de l’anatomiste. C’est la partie d’un cadavre, insuffisante pour une fonction vitale ! »